# La'cryma Christi
La'cryma Christi（ラクリマ・クリスティー）は、日本のヴィジュアル系ロックバンド。1991年に大阪府で結成され、2007年に解散したが、2009年に再結成した。
かつて、MALICE MIZER、FANATIC◇CRISIS、SHAZNAと共に「ヴィジュアル四天王」と呼ばれていた。

## 略歴
1991年、前身バンドとなるSTRIPPE-D-LADYを結成。大阪を拠点として活動。1994年12月にベースのKITA-JIが脱退し、後にSHUSEが加入。バンド名をLa'cryma Christiに改名。
1997年3月12日、インディーズでのラストシングル「Forest」をリリース。
同年5月8日、メジャー1stシングル「Ivory trees」でメジャー・デビュー。
同年7月30日、2ndシングル「THE SCENT」リリース。同年10月29日、3rdシングル「南国」リリース。
同年11月12日、メジャー1stアルバム『Sculpture of Time』をリリース。
1998年5月8日、4thシングル「With-you」リリース。本作にて、オリコンチャート初のトップ10にランクインしている。
同年8月26日、5thシングル「未来航路」リリース。本作はテレビ東京系アニメ『Night Walker -真夜中の探偵-』エンディングテーマにタイアップ。これが初のアニメ作品のタイアップとなった。
同年11月11日、6thシングル「In Forest」リリース。本作はインディーズ時代に発表した楽曲の「Forest」を書き直したものとなる。
同年11月25日、2ndアルバム『Lhasa』リリース。
1999年5月26日、7thシングル「Without you」がリリース。
同年8月25日、8thシングル「永遠」リリース。本作はテレビ朝日系ドラマ『天国のKiss』挿入歌としてタイアップ。
2000年1月19日、9thシングル「Lime rain」リリース。本作よりマキシシングルとしてのリリースとなる。
同年3月15日、3rdアルバム『magic theatre』リリース。同年6月28日、初のベストアルバム『Single Collection』がリリース。
同年11月22日、10thシングル「LIFE」リリース。
2001年10月24日、11thシングル「JUMP!!」リリース。
2002年2月26日、12thシングル「情熱の風」リリース。テレビ朝日系ドラマ『京都迷宮案内』の第4シリーズ主題歌としてタイアップ。
同年3月6日、4thアルバム『&・U』をリリース。同年12月4日、13thシングル「HIRAMEKI」リリース。
2004年10月、活動10周年記念ライブを中野サンプラザにて予定していたが、プロモーターの手違いにより同会場を押さえられていない事態となり、振替公演として同年11月に日程を変更して、東京厚生年金会館で行われる事となった。
2005年3月21日のライブを以って、音楽性の違いを理由にKOJIが脱退。同年6月29日、4人編成として初となる6thアルバム『ZEUS』をリリース。
2007年1月20日、解散。主な理由として、今後の音楽性や活動方針を協議した結果、それぞれが違うヴィジョンを思い描いていることが明らかになった為。同日、TAKAとHIROがLibraianの結成を発表。
2009年10月24日、KOJIを含む5人で「一夜限りの」再結成として、V-ROCK FESTIVAL '09に出演。同日、2010年のツアー開催を発表。
2012年2月1日、メジャーデビュー15周年を記念したアニバーサリーツアーの開催を発表。
同年9月30日、SHIBUYA-AXにてアニバーサリー再追加公演を開催。
2013年、アニバーサリー再々追加公演をSHIBUYA-AXと赤坂BLITZで、それぞれ開催。
2017年10月6日、メジャーデビュー20周年を記念して、2枚組ライブアルバム『La’cryma Christi 15th Anniversary Live ～History of La’cryma Christi Vol.1 2013.5.5 SHIBUYA-AX』と『La’cryma Christi 15th Anniversary Live ～History of La’cryma Christi Vol.2 2013.6.8 赤坂BLITZ』の2タイトルを同時リリース。
2022年4月、KOJIが食道がんにより死去。
2025年5月8日、公式サイトにて4人での再結成、同年11月の音楽イベント参加を発表した。

## メンバー
- TAKA（タカ、10月6日 - ）：ボーカル、作詞・作曲。

三重県出身。血液型B型。「With-you」等を作曲。
- HIRO（ヒロ、8月5日 - ）：ギター・コーラス、作曲

血液型O型。「In Forest」等を作曲。
- SHUSE（シューセ、3月17日 - ）：ベース・コーラス、作詞・作曲。

大阪府出身。血液型A型。「南国」等を作曲。
- LEVIN（レヴィン、6月3日 - ）：ドラムス、作詞・作曲。

大阪府出身。血液型B型。現在は石月努等のサポートドラマーとして活動。「雪になって消えた二人」等を作曲。

### 元メンバー
- KOJI（コージ、1973年4月12日 - 2022年4月15日）：ギター、作曲。

大阪府出身。血液型A型。「未来航路」等を作曲。2005年に脱退。2009年の再結成時に参加。2018年からは主に元MASCHERAのMICHIとのユニットALICE IN MENSWEARとして活動。
2022年4月、食道がんにより死去。49歳没。

## 音楽性と影響
La'cryma Christiの楽曲は、プログレッシブ・ロックと形容されることが多い。これに対し、ドラマーのLEVINは「たぶんプログレが好きというより、他にないアレンジをしようとして、自然にプログレッシブになっているという感じ」と述べている。また、LEVINはドリーム・シアターが好きなので、そういうところからの影響はあるかもしれないとヴォーカルのTAKAも語っている。
歌詞の面では、あまりストレートな書き方はせずに、様々な角度から書くようにしているという。
また、ライヴをショーであると考えており、お客さんを楽しませるために化粧などをしているが、「絶対に重視しているのはサウンドであって、メイクは付属品のイメージ」と語る。
ヴォーカリストのTAKAはハイトーンが持ち味だが、それはハイトーンのヴォーカリストを中心にコピーしていたことと、ギターのHIROがミドルの強い音なのでハイトーンを出さないとヴォーカルが通らなくなる、という2つの要因があると述べている。憧れのヴォーカリストには、ジム・モリソン、ジャニス・ジョプリン、ロバート・プラント、オーティス・レディングを挙げている。
ベーシストのSHUSEが初めて聞いた洋楽はスティクスの「ミスター・ロボット」であり、中学1年生の時のことであった。爾来、レンタルレコード屋に通い詰め、ポリスの『シンクロニシティー』、TOTOの『IV』、カルチャー・クラブの『カラー・バイ・ナンバーズ』、デュラン・デュランの『リオ』などを聴きあさり、初めて自分のお金でポール・マッカートニーの『パイプス・オブ・ピース』を購入する。他にはハードロックやヘヴィメタルばかり聞いていたとのこと。ViciousのコンピレーションアルバムではSPANDAU BALLET、MANSUNの楽曲を選んでいる。他に影響を受けたアーティストとしてビートルズ、オジー・オズボーン、モトリー・クルー、44MAGNUM、DEAD END、U2を挙げているほか、フー・ファイターズ、リンキン・パーク、ジェリーフィッシュ、キッスも好きなアーティストとしている。
ギターのHIROはDEAD ENDを好きなバンドに挙げている。
ギターのKOJIはヴァン・ヘイレンが好きなバンドとのこと。また、高見沢俊彦の作った小泉今日子の曲とHOUND DOGをきっかけにして音楽に興味を持ち、デイヴ・リー・ロス・バンドとLOUDNESSがきっかけでギターを始めたという。

## バンド名
1994年12月に前身のSTRIPPE-D-LADYからベースKITA-JIが脱退後に、バンド名を改名しようと考えたTAKAがイタリア語辞典を引いて「La'cryma Christi」と名づける。La'crymaはラテン語で涙を意味するlachrymaeからきており、La'cryma Christi＝「キリストの涙」である。「誰も見たことがないキリストの涙の色を、自分たちのステージングと楽曲で表現したい」という想いが込められている。

## 交友関係
同じ頃に東京に進出してメジャーデビューしたLaputaとはバンド間で親交があり、レコーディングスタジオへの行き来などもしていた。当時、SHUSEは対談で「俺は個人的に一緒にシーンを盛り上げていけたらいいかなとは思ってる」と語っていた。
PUFFYの二人がファンだった関係で、『パパパパパフィー』に二度ゲスト出演している。また、吉川ひなのがファンで、ライブに来ていたという。TAKAの友人であるたむらけんじ、ランディーズの高井俊彦がよくライブに来ており、TAKAのブログに時折楽屋での集合写真が掲載されている。

## ディスコグラフィ

### アルバム

#### インディーズ
|     | 発売日        | タイトル                 | 備考 |
| --- | ------------- | ------------------------ | --- |
| 1st | 1996年2月4日  | Warm Snow                | 15000枚限定                                                                                                  |
| 2nd | 1996年7月22日 | Dwellers of a Sandcastle | 30000枚限定 『Warm Snow』の再レコーディング版。                                                              |
|     | 2010年1月1日  | Warm Snow＋Siam's Eye    | アルバム『Warm Snow』とシングル「Siam's Eye」をデジタルリマスタリングを施し、Wパック仕様で一つにまとめた作品 |

#### メジャー
|     | 発売日         | タイトル                        | 販売生産番号                          | 最高位 |
| --- | -------------- | ------------------------------- | ------------------------------------- | ------ |
| 1st | 1997年11月12日 | Sculpture of Time               | POCH-1657                             | 8位    |
| 2nd | 1998年11月25日 | Lhasa                           | POCH-1741                             | 8位    |
| 3rd | 2000年3月15日  | magic theatre                   | POCH-1914                             | 22位   |
| 4th | 2002年3月6日   | &・U                            | UPCH-1141                             | 36位   |
| 5th | 2003年11月5日  | DEEP SPACE SYNDICATE            | UMCE-8001                             | 42位   |
| 6th | 2005年6月29日  | ZEUS                            | UMCE-8006                             | 59位   |
| 7th | 2006年9月27日  | WHERE THE EARTH IS ROTTING AWAY | 初回盤：POCE-93003 通常盤：POCE-13003 | 79位   |

#### ベスト・アルバム
|     | 発売日        | タイトル                                                  | 販売生産番号                        | 最高位 |
| --- | ------------- | --------------------------------------------------------- | ----------------------------------- | ------ |
| 1st | 2000年6月28日 | Single Collection                                         | POCH-1995                           | 9位    |
| 2nd | 2004年9月8日  | GREATEST-HITS                                             | 初回盤：UMCE-9800 通常盤：UMCE-8004 | 66位   |
| 3rd | 2006年6月28日 | Sound & Vision THE SINGLES + Selection from Live “DECADE” | UPCY-6145                           | 240位  |
| 4th | 2010年1月1日  | La'cryma Christi Singles + Clips                          | VQCS-30018                          | -      |

## タイアップ一覧
| 使用年 | 曲名             | タイアップ                                                                             |
| ------ | ---------------- | -------------------------------------------------------------------------------------- |
| 1997年 | Forest           | テレビ朝日系ウイークエンドドラマ『お天気お姉さん2 リョーコPuriPuri』エンディングテーマ |
| 1997年 | Ivory trees      | 日本テレビ系『進め!電波少年』エンディングテーマ                                        |
| 1997年 | THE SCENT        | テレビ朝日系『トゥナイト2』エンディングテーマ                                          |
| 1997年 | 南国             | テレビ朝日系『所さんのこれアリなんじゃないの!?』エンディングテーマ                     |
| 1997年 | 南国             | フジテレビ系『Shimura-XYZ』10月度エンディングテーマ                                    |
| 1998年 | With-you         | テレビ朝日系『サンデージャングル』エンディングテーマ                                   |
| 1998年 | 未来航路         | テレビ東京系アニメ『Night Walker -真夜中の探偵-』エンディングテーマ                    |
| 1998年 | Siam's Eye       | テレビ朝日系『MEW』エンディングテーマ                                                  |
| 1998年 | IN FOREST        | テレビ朝日系『ビートたけしのTVタックル』エンディングテーマ                             |
| 1998年 | Lhasa(unplugged) | 日本テレビ系『どっちの料理ショー』エンディングテーマ                                   |
| 1999年 | Without you      | テレビ東京系『クイズ赤恥青恥』エンディングテーマ                                       |
| 1999年 | 永遠             | テレビ朝日系 月曜ドラマ・イン『天国のKiss』挿入歌                                      |
| 2000年 | Lime rain        | 日本テレビ系『ぐるぐるナインティナイン』エンディングテーマ                             |
| 2000年 | LIFE             | テレビ東京系『SPORTS BEAT Winter』エンディングテーマ                                   |
| 2001年 | JUMP!!           | テレビ朝日系『イマドコ?』エンディングテーマ                                            |
| 2002年 | 情熱の風         | テレビ朝日系 木曜ミステリー『京都迷宮案内』第4シリーズ主題歌                           |
| 2002年 | HIRAMEKI         | テレビ朝日系『そんな所で…』エンディングテーマ                                          |

## ヘビーローテーション/パワープレイ

### ラジオ
| 放送年 | 曲名     | ラジオヘビーローテーション/パワープレイ |
| ------ | -------- | --------------------------------------- |
| 1998年 | With-you | FM802 1998年5月度ヘビーローテーション   |

## 出演

### ラジオ
- FM ROCK KIDS（1997年7月 - 9月、エフエム北海道）
- ラクリマ、クリスティーのFish and chips（茨城放送、栃木放送）
- TOKAIDO MIDNIGHT SPECIAL　ラクリマ、クリスティーのミディアムレア（東海ラジオ放送）
- La'cryma Christiの オールナイトニッポンR（1999年5月26日、ニッポン放送）※週替わりパーソナリティー枠での放送のため、1回のみ。
- RADIO SWEET TRANCE（2000 - 2001年、TBSラジオ）
- La'cryma Christiのラブ・パレード（月 - 金の日替わりでメンバーが交代で出演。人気コーナー：HIROの日めくり俳句）